# Dieter Lindner (futbolista)
Dieter Lindner (Breslau, Alemania nazi; 11 de junio de 1939 – 22 de diciembre de 2024) fue un futbolista y dirigente deportivo alemán que jugó en la posición de centrocampista.

## Carrera

### Club
Jugó toda su carrera con el Eintracht Frankfurt de 1956 a 1971, equipo con el que anotó 54 goles en 321 partidos, fue campeón nacional en 1959, campeón de la Copa Intertoto en 1967, campeón de la Oberliga Sud en 1959 y finalista de la Copa de Campeones de Europa 1958-59.

### Dirigente
En 1980/81 fue el vicepresidente del Eintracht Frankfurt y en 1996 fue el presidente del club de manera interina. Fue miembro honorario y director honorario de Eintracht Frankfurt y miembro de la junta directiva de la asociación Eintracht Frankfurt Museum.

## Muerte
Lindner murió el 22 de diciembre de 2024 a los 85 años a causa de una enfermedad grave.

## Logros
- Campeonato Alemán de fútbol (1): 1959
- Oberliga Sud (1): 1959
- Copa Intertoto (1): 1966/67